# Primetime Emmy Award de la meilleure réalisation pour une série télévisée comique
Pour les articles homonymes, voir Emmy du meilleur réalisateur.
Le Primetime Emmy Award de la meilleure réalisation pour une série comique (Primetime Emmy Award for Outstanding Directing for a Comedy Series) est une récompense de télévision remise depuis 1959 au cours de la cérémonie annuelle des Primetime Emmy Awards.

## Palmarès
Note : L'année indiquée est celle de la cérémonie. Les lauréats sont indiquées en tête de chaque catégorie et en caractères gras.

### Années 1950 - 1960
- 1959 : Papa a raison (Father Knows Best) – Peter Tewksbury
- 1960 : Jack Benny Hour Specials – Ralph Levy et Bud Yorkin
- 1961 : The Danny Thomas Show – Sheldon Leonard
- 1962 : Car 54, Where Are You? – Nat Hiken
- 1963 : The Dick Van Dyke Show – John Rich
- 1964 : The Dick Van Dyke Show – Jerry Paris
- 1965 : aucune récompense
- 1966 : Ma sorcière bien-aimée (Bewitched) – William Asher
- 1967 : Les Monkees – James Frawley
- 1968 : Max la Menace (Get Smart!) – Bruce Bilson
- 1969 : aucune récompense

### Années 1970
- 1970 : aucune récompense
- 1971 : The Mary Tyler Moore Show – Jay Sandrich
- 1972 : All in the Family – John Rich
- 1973 : The Mary Tyler Moore Show – Jay Sandrich
- 1974 : M*A*S*H – Jackie Cooper
- 1975 : The Carol Burnett Show – Dave Powers et M*A*S*H – Gene Reynolds
- 1976 : NBC's Saturday Night – Dave Wilson (en) et M*A*S*H – Gene Reynolds
- 1977 : The Carol Burnett Show – Dave Powers et M*A*S*H – Alan Alda
- 1978 : The Carol Burnett Show – Dave Powers et All in the Family – Paul Bogart
- 1979 : Barney Miller – Noam Pitlik

### Années 1980
- 1980 : Taxi – James Burrows
- 1981 : Taxi – James Burrows
- 1982 : Au fil des jours (One Day at a Time) – Alan Rafkin
- 1983 : Cheers – James Burrows
- 1984 : Aline et Cathy (Kate & Allie) – Bill Persky
- 1985 : Cosby Show (The Cosby Show) – Jay Sandrich
- 1986 : Cosby Show (The Cosby Show) – Jay Sandrich
- 1987 : Les Craquantes (The Golden Girls) – Terry Hughes
- 1988 : Un flic à tout faire (Hooperman) – Gregory Hoblit
- 1989 : Les Années coup de cœur (The Wonder Years) – Peter Baldwin

### Années 1990
- 1990 : Les Années coup de cœur (The Wonder Years) – Michael Dinner pour l'épisode Goodbye
- 1991 : Cheers – James Burrows pour l'épisode Woody Interruptus
- 1992 : Murphy Brown – Barnet Kellman pour l'épisode Birth 101
- 1993 : Dream On – Betty Thomas pour l'épisode For Peter's Sake
- 1994 : Frasier – James Burrows pour l'épisode The Good Son
- 1995 : Frasier – David Lee pour l'épisode The Matchmaker
- 1996 : Friends – Michael Lembeck pour l'épisode The One After the Superbowl
- 1997 : Frasier – David Lee pour l'épisode To Kill a Talking Bird
- 1998 : The Larry Sanders Show – Todd Holland pour l'épisode Flip
- 1999 : Sports Night – Thomas Schlamme pour l'épisode pilote

### Années 2000
- 2000 : Malcolm (Malcolm in the Middle) – Todd Holland pour l'épisode Je ne suis pas un monstre
  - Ally McBeal – Bill D'Elia pour l'épisode Une comédie presque musicale
  - Tout le monde aime Raymond – Will Mackenzie pour l'épisode Photo de famille
  - Friends – Michael Lembeck pour l'épisode Ce qui aurait pu se passer
  - Sports Night – Thomas Schlamme pour l'épisode Quo Vadimus
  - Will et Grace – James Burrows pour l'épisode Révélations
- 2001 : Malcolm (Malcolm in the Middle) – Todd Holland pour l'épisode Bowling
  - Malcolm (Malcolm in the Middle) – Jeffrey Melman pour l'épisode Flashback
  - Ed – James Frawley pour l'épisode pilote
  - Sex and the City – Charles McDougall pour l'épisode Easy Come, Easy Go
  - Will et Grace – James Burrows pour l'épisode Lows in the Mid-Eighties
- 2002 : Sex and the City – Michael Patrick King pour l'épisode The Real Me
  - Larry et son nombril (Curb Your Enthusiasm) – Robert B. Weide pour l'épisode The Doll
  - Malcolm (Malcolm in the Middle) – Jeffrey Melman pour l'épisode Christmas
  - Scrubs – Marc Buckland pour l'épisode My Old Lady
  - Will et Grace – James Burrows pour l'épisode A Chorus Lie
- 2003 : Larry et son nombril (Curb Your Enthusiasm) – Robert B. Weide pour l'épisode Krazee-Eyez Killa
  - Larry et son nombril (Curb Your Enthusiasm) – Bryan Gordon pour l'épisode The Special Section
  - Larry et son nombril (Curb Your Enthusiasm) – David Steinberg pour l'épisode Mary, Joseph and Larry
  - Larry et son nombril (Curb Your Enthusiasm) – Larry Charles pour l'épisode The Nanny from Hell
  - Sex and the City – Michael Engler pour l'épisode I Love a Charade
  - Will et Grace – James Burrows pour l'épisode 24
- 2004 : Arrested Development – Anthony et Joe Russo pour l'épisode pilote
  - Larry et son nombril (Curb Your Enthusiasm) – Bryan Gordon pour l'épisode The 5 Wood
  - Larry et son nombril (Curb Your Enthusiasm) – Robert B. Weide pour l'épisode The Car Pool Lane
  - Larry et son nombril (Curb Your Enthusiasm) – Larry Charles pour l'épisode The Survivor
  - Sex and the City – Timothy Van Patten pour l'épisode An American Girl in Paris, Part Deux
- 2005 : Desperate Housewives – Charles McDougall pour l'épisode pilote
  - Entourage – David Frankel pour l'épisode pilote
  - Tout le monde aime Raymond (Everybody Loves Raymond) – Gary Halvorson pour l'épisode Finale
  - Monk – Randall Zisk pour l'épisode Mr. Monk Takes His Medicine
  - Will et Grace – James Burrows pour l'épisode It's a Dad, Dad, Dad, Dad World
- 2006 : Earl (My Name Is Earl) – Marc Buckland pour l'épisode pilote
  - Entourage – Daniel Attias pour l'épisode Oh, Mandy
  - Entourage – Julian Farino pour l'épisode Sundance Kids
  - Larry et son nombril (Curb Your Enthusiasm) – Robert B. Weide pour l'épisode The Christ Nail
  - Mon comeback (The Comeback) – Michael Patrick King pour l'épisode Valerie Does Another Classic Leno
  - Weeds – Craig Zisk pour l'épisode Good Shit Lollipop
- 2007 : Ugly Betty – Richard Shepard pour l'épisode pilote
  - Entourage – Julian Farino pour l'épisode One Day in the Valley
  - 30 Rock – Scott Ellis pour l'épisode The Break-Up
  - Extras – Ricky Gervais et Stephen Merchant pour l'épisode Orlando Bloom
  - Scrubs – Will Mackenzie pour l'épisode My Musical
  - The Office – Ken Kwapis pour l'épisode Gay Witch Hunt
- 2008 : Pushing Daisies – Barry Sonnenfeld pour l'épisode Pie-lette
  - 30 Rock – Michael Engler pour l'épisode Rosemary's Baby
  - Entourage – Daniel Attias pour l'épisode No Cannes Do
  - Flight of the Conchords – James Bobin pour l'épisode Sally Returns
  - The Office – Paul Feig pour l'épisode Goodbye, Toby
  - The Office – Paul Lieberstein pour l'épisode Money
- 2009 : The Office – Jeff Blitz pour l'épisode Stress Relief
  - 30 Rock – Millicent Shelton pour l'épisode Apollo, Apollo
  - 30 Rock – Todd Holland pour l'épisode Generalissimo
  - 30 Rock – Beth McCarthy pour l'épisode Reunion
  - Entourage – Julian Farino pour l'épisode Tree Trippers
  - Flight of the Conchords – James Bobin pour l'épisode The Tough Brets

### Années 2010
- 2010 : Glee – Ryan Murphy pour l'épisode pilote
  - Glee – Ryan Murphy pour l'épisode Wheels
  - Modern Family – Jason Winer pour l'épisode Chronique d'une famille peu ordinaire
  - Nurse Jackie – Allen Coulter pour l'épisode pilote
  - 30 Rock – Don Scardino pour l'épisode I Do I Do
- 2011 : Modern Family – Michael Spiller pour l'épisode Halloween
  - How I Met Your Mother – Pamela Fryman pour l'épisode Subway Wars
  - Modern Family – Gail Mancuso pour l'épisode Ralentissez vos voisins
  - Modern Family – Steven Levitan pour l'épisode Le Ciboulot de la promo
  - 30 Rock – Beth McCarthy pour l'épisode Live Show
- 2012 : Modern Family – Steven Levitan pour l'épisode Bébé à bord
  - Larry et son nombril – Robert B. Weide pour l'épisode Palestinian Chicken
  - Girls – Lena Dunham pour l'épisode She Did
  - Louie – Louis C.K. pour l'épisode Duckling
  - Modern Family – Jason Winer pour l'épisode Une gentille petite poupée
  - New Girl – Jake Kasdan pour l'épisode pilote
- 2013 : Modern Family – Gail Mancuso pour l'épisode Arrested
  - 30 Rock – Beth McCarthy-Miller pour l'épisode Hogcock! / Last Lunch
  - Girls – Lena Dunham pour l'épisode On All Fours
  - Glee – Paris Barclay pour l'épisode Diva
  - Louie – Louis C.K. pour l'épisode New Year's Eve
- 2014 : Modern Family – Gail Mancuso pour l'épisode Las Vegas
  - Episodes – Iain B. MacDonald pour l'épisode Episode nine
  - Glee – Paris Barclay pour l'épisode 100
  - Louie – Louis C.K. pour l'épisode Elevator, Part 6
  - Orange Is the New Black – Jodie Foster pour l'épisode Lesbian Request Denied
  - Silicon Valley – Mike Judge pour l'épisode Minimum Viable Product
- 2015 : Transparent  – Jill Soloway pour l'épisode Camp Camellia
  - The Last Man on Earth – Phil Lord et Christopher Miller pour l'épisode Alive in Tucson
  - Louie – Louis C.K. pour l'épisode Sleepover
  - Silicon Valley – Mike Judge pour l'épisode Changement de donne à Sand Hill
  - Veep  – Armando Iannucci pour l'épisode Testimony
- 2016 : Transparent – Jill Soloway pour l'épisode Interdit aux hommes
  - Master of None – Aziz Ansari pour l'épisode Parents
  - Silicon Valley – Alec Berg pour l'épisode Daily Active Users
  - Silicon Valley – Mike Judge pour l'épisode Founder Friendly
  - Veep – David Mandel pour l'épisode Kissing Your Sister
  - Veep – Chris Addison pour l'épisode Morning After
  - Veep – Dave Stern pour l'épisode Mother
- 2017 : Atlanta – Donald Glover pour l'épisode B.A.N.
  - Silicon Valley – Jamie Babbit pour l'épisode Propriété intellectuelle (Intellectual Property)
  - Silicon Valley – Mike Judge pour l'épisode Erreur serveur (Server Error)
  - Veep – Morgan Sackett pour l'épisode Blurb
  - Veep – David Mandel pour l'épisode Groundbreaking
  - Veep – Dave Stern pour l'épisode Justice
- 2018 :
  - Atlanta – Donald Glover pour l'épisode FUBU
  - Atlanta – Hiro Murai pour l'épisode Teddy Perkins
  - Barry – Bill Hader pour l'épisode Faites votre marque (Chapter One : Make Your Mark)
  - The Big Bang Theory – Mark Cendrowski pour l'épisode Un mariage trop lent (The Bow Tie Asymmetry)
  - GLOW – Jesse Peretz pour l'épisode Pilote (Pilot)
  - Mme Maisel, femme fabuleuse (The Marvelous Mrs. Maisel) – Amy Sherman-Palladino pour l'épisode Pilote (Pilot)
  - Silicon Valley – Mike Judge pour l'épisode Initial Coin Offering

- 2019 : Harry Bradbeer pour l'épisode Épisode 1 dans Fleabag
  - Alec Berg pour l'épisode L'Audition dans Barry
  - Bill Hader pour l'épisode Ronny/Lily dans Barry
  - Mark Cendrowski pour l'épisode Clap de fin ! dans The Big Bang Theory
  - Amy Sherman-Palladino pour l'épisode Seule, toute seule dans Mme Maisel, femme fabuleuse
  - Daniel Palladino pour l'épisode En route pour les Catskills ! dans Mme Maisel, femme fabuleuse

### Années 2020
- 2020 : Andrew Cividino et Dan Levy pour l'épisode Happy Ending dans Schitt's Creek
  - Matt Shakman pour l'épisode The Great dans The Great
  - Amy Sherman-Palladino pour l'épisode It's Comedy or Cabbage dans Mme Maisel, femme fabuleuse
  - Daniel Palladino pour l'épisode Marvelous Radio dans Mme Maisel, femme fabuleuse
  - Gail Mancuso pour l'épisode Finale Part 2 dans Modern Family
  - Ramy Youssef pour l'épisode Miakhalifa.mov dans Ramy
  - James Burrows pour l'épisode We Love Lucy dans Will et Grace

- 2021 : Lucia Aniello pour l'épisode pilote de Hacks
  - James Burrows pour l'épisode pilote de B Positive
  - James Widdoes pour l'épisode Scooby-Doo Checks and Salisbury Steak dans Mom
  - Declan Lowney pour l'épisode Une virée mouvementée dans Ted Lasso
  - Zach Braff pour l'épisode Les Biscuits dans Ted Lasso
  - MJ Delaney pour l'épisode L'espoir, c'est mortel dans Ted Lasso
  - Susanna Fogel pour l'épisode "En cas d'urgence" dans The Flight Attendant

- 2022 : MJ Delaney pour l'épisode No Weddings and a Funeral dans Ted Lasso
  - Hiro Murai pour l'épisode New Jazz dans Atlanta
  - Bill Hader pour l'épisode 710N dans Barry
  - Lucia Aniello pour l'épisode There Will Be Blood dans Hacks
  - Mary Lou Bell pour l'épisode Baby Daddy Groundhog Day dans The Ms. Pat Show
  - Cherien Dabis pour l'épisode The Boy from 6B dans Only Murders in the Building
  - Jamie Babbit pour l'épisode True Crime dans Only Murders in the Building

- 2023 : Christopher Storer pour l'épisode Review dans The Bear
  - Bill Hader pour l'épisode Wow dans Barry
  - Amy Sherman-Palladino pour l'épisode Four Minutes dans La Fabuleuse Madame Maisel
  - Mary Lou Belli pour l'épisode Don't Touch My Hair dans The Ms. Pat Show
  - Declan Lowney pour l'épisode So Long, Farewell dans Ted Lasso
  - Tim Burton pour l'épisode Wednesday's Child Is Full of Woe dans Mercredi

- 2024 : The Bear : "Fishes" – Christopher Storer 
  - Abbott Elementary : "Party" – Randall Einhorn
  - The Bear : "Honeydew" – Ramy Youssef
  - The Gentlemen : "Refined Aggression" – Guy Ritchie
  - Hacks : "Bulletproof" – Lucia Aniello
  - The Ms. Pat Show : "I'm the Pappy" – Mary Lou Belli

## Statistiques

### Nominations multiples
26 : M*A*S*H
11 : Cheers
10 : Larry et son nombril
8 : The Mary Tyler Moore Show, Modern Family, 30 Rock
7 : The Larry Sanders Show, Seinfeld, Silicon Valley, Veep
6 : All in the Family, Entourage, Les Craquantes, Murphy Brown, Will et Grace
5 : Les Années coup de cœur
4 : Ally McBeal, The Dick Van Dyke Show, Friends, Glee, Louie, Malcolm, The Office, Sex and the City
3 : Aline et Cathy, Atlanta, Buffalo Bill, Cosby Show, The Danny Thomas Show, Frasier, The Red Skelton Show, Taxi et Tout le monde aime Raymond
2 : Barney Miller, The Beverly Hillbillies, The Days and Nights of Molly Dodd, Dingue de toi, Dream On, Femmes d'affaires et Dames de cœur, Flight of the Conchords, The Garry Moore Show, Girls, Happy Days, The Jack Benny Show, Max la Menace, Maude, The Monkees, Scrubs, Soap, Sports Night, Transparent, Troisième planète après le Soleil

### Récompenses multiples
4 : M*A*S*H et Modern Family
3 : Frasier
2 : All in the Family, Les Années coup de cœur, Cheers, Cosby Show, The Dick Van Dyke Show, Malcolm, The Mary Tyler Moore Show, Taxi, Transparent